# Marija Zdrawkowa
Marija Zdrawkowa (bułg. Мария Здравкова; ur. 30 lipca 1998 w Berkowicy) – bułgarska biathlonistka, olimpijka z Pekinu 2022.
Była chorążym reprezentacji Bułgarii podczas ceremonii otwarcia igrzysk w 2022.

## Osiągnięcia

### Zimowe igrzyska olimpijskie
| Rok  | Miejscowość | Konkurencje | Konkurencje | Konkurencje | Konkurencje | Konkurencje | Konkurencje | Konkurencje |
| Rok  | Miejscowość | IN          | SP          | PU          | MS          | RL          | MR          | SR          |
| ---- | ----------- | ----------- | ----------- | ----------- | ----------- | ----------- | ----------- | ----------- |
| 2022 | Pekin       | 50.         | 78.         | –           | –           | 18.         | 19.         | nd.         |

### Mistrzostwa świata
| Rok  | Miejscowość | Konkurencje | Konkurencje | Konkurencje | Konkurencje | Konkurencje | Konkurencje | Konkurencje |
| Rok  | Miejscowość | IN          | SP          | PU          | MS          | RL          | MR          | SR          |
| ---- | ----------- | ----------- | ----------- | ----------- | ----------- | ----------- | ----------- | ----------- |
| 2020 | Anterselva  | –           | 85.         | –           | –           | 20.         | 24.         | 25.         |
| 2021 | Pokljuka    | 78.         | 97.         | –           | –           | 18.         | –           | –           |
| 2023 | Oberhof     | 90.         | –           | –           | –           | –           | –           | –           |
| 2024 | Nové Město  | 70.         | 88.         | –           | –           | 16.         | –           | –           |
| 2025 | Lenzerheide | 90.         | –           | –           | –           | 21.         | –           | –           |

### Mistrzostwa świata juniorów
| Rok  | Miejscowość | Konkurencje | Konkurencje | Konkurencje | Konkurencje | Konkurencje | Konkurencje | Konkurencje |
| Rok  | Miejscowość | IN          | SP          | PU          | MS          | RL          | MR          | SR          |
| ---- | ----------- | ----------- | ----------- | ----------- | ----------- | ----------- | ----------- | ----------- |
| 2018 | Otepää      | 24.         | 50.         | 56.         | nd.         | 15.         | nd.         | nd.         |
| 2019 | Osrblie     | 19.         | 77.         | –           | nd.         | 11.         | nd.         | nd.         |
| 2020 | Lenzerheide | 24.         | dnf.        | –           | nd.         | –           | nd.         | nd.         |

### Zimowe igrzyska olimpijskie młodzieży
| Rok  | Miejscowość | Konkurencje | Konkurencje | Konkurencje | Konkurencje | Konkurencje | Konkurencje | Konkurencje |
| Rok  | Miejscowość | IN          | SP          | PU          | MS          | RL          | MR          | SR          |
| ---- | ----------- | ----------- | ----------- | ----------- | ----------- | ----------- | ----------- | ----------- |
| 2016 | Lillehammer | nd.         | 26.         | 34.         | nd.         | nd.         | 13.         | –           |

### Puchar Świata

#### Miejsca w klasyfikacji generalnej
| Sezon     | Miejsc            |
| --------- | ----------------- |
| 2019/2020 | niesklasyfikowana |
| 2020/2021 | niesklasyfikowana |
| 2021/2022 | niesklasyfikowana |
| 2022/2023 | niesklasyfikowana |
| 2023/2024 | niesklasyfikowana |
| 2024/2025 | niesklasyfikowana |